# Белосян, Жанюэль
Жанюэ́ль Белося́н (фр. Jeanuël Belocian; родился 17 февраля 2005) — французский футболист, защитник немецкого клуба «Байер 04».

## Клубная карьера
Жанюэль родился и вырос в Гваделупе, где с 8 до 15 лет играл за местную команду «Ламантенуа». Затем Белосян стал играть за молодежную команду «Ренна». Проведя в ней год, он подписал контракт с основной командой. Белосян дебютировал за «Ренн» 20 марта 2022 года выйдя на замену вместо Найефа Агерда в матче чемпионата Франции против «Меца».
7 июня 2024 года немецкий клуб «Байер 04» объявил о трансфере Белосяна из «Ренна». Жанюэль подписал контракт с новой командой до 30 июня 2029 года.

## Личная жизнь
Жанюэль является младшим братом французского бегуна с барьерами и спринтера Вийема Белосяна.

## Достижения
«Байер 04»
- Обладатель Суперкубка Германии: 2024

Сборная Франции (до 17 лет)
- Победитель чемпионата Европы (до 17 лет): 2022